# Борски проблем
Борски проблем су информативне новине, у приватном власништву. Баве се друштвено-политичким проблемима, објављују прилоге из културе, туризма и спорта. Настале су у жељи да се предоче проблеми и помогне грађенима Бора. Издају се једном недељно, сваког уторка. Власник, директор, главни и одговорни уредник је Љубиша Маринковић. У раду недељника учествује група сарадника: професионалних новинара, књижевника и других стручњака из разних области.
У августу 2011, непознати провалници однели су екстерни хард-диск са комплетном петогодишњом архивом, из седишта редакције, која се налази у холу биоскопа „Звезда“, у центру града, чиме је недељнику нанета непроцењива штата.
Први број је изашао 1. јануара 2006. године, а јубиларни 300. број објављен је 24. јануара 2012. 
Из архиве, на званичној интернет презентацији, могу се преузети старији бројеви недељника, почевши од 300. броја.
„Борски проблем“ је члан Локал Преса, асоцијације локалних независних медија.